# Fiorenzo Toso
Pour les articles homonymes, voir Toso (homonymie).
Fiorenzo Toso, né à Arenzano le 20 février 1962 et mort le 24 septembre 2022 dans la même ville, est un linguiste et dialectologue italien.

## Biographie
Après avoir obtenu son diplôme en langues à Gênes, il a obtenu son diplôme universitaire d'enseignement de la philologie italienne à l'Université de la Sarre et son doctorat en philologie romane et en linguistique générale à l'Université de Pérouse. A partir de 2007, il enseigne à l'université de Sassari, d'abord comme professeur associé, puis comme professeur titulaire.
Spécialiste de l'aire linguistique ligure, il collabore dans ce secteur avec le "Lexique étymologique italien" dirigé à Sarrebruck par Max Pfister et Wolfgang Schweickard. Il a publié de nombreux ouvrages sur des sujets liés à la langue génoise et aux dialectes ligures, tant en dialectologie qu'en histoire linguistique, en littérature et en édition de textes, dans des revues scientifiques italiennes et internationales. Il est l'auteur de plusieurs monographies.
Il s'intéresse également aux phénomènes de contact des langues en se référant tout particulièrement aux enclaves linguistiques du bassin méditerranéen, au dialecte colonial ligure et en particulier au dialecte tabarquin. Il s'occupe entre autres de recherches étymologiques sur le lexique italien et de thèmes et problèmes liés aux minorités linguistiques en Italie et en Europe.
Pour ses recherches sur le dialecte tabarquin, il a été nommé citoyen d'honneur des villes de Calasetta et de Carloforte.

## Publications
- Vocabolario delle parlate liguri (curato con Giulia Petracco Sicardi e Patrizia Cavallaro), Consulta Ligure, Genova, 1985-1992 (4 voll.)
- Gli ispanismi nei dialetti liguri, Edizioni dell'Orso, Alessandria, 1993
- Storia linguistica della Liguria. Dalle origini al 1528, Le Mani, Recco, 1995
- La letteratura in genovese. Ottocento anni di storia, arte, cultura e lingua in Liguria, Le Mani, Recco, 1999-2001 (3 voll.)
- Il tabarchino. Strutture, evoluzione storica, aspetti sociolinguistici, in Il bilinguismo tra conservazione e minaccia. Esempi e presupposti per interventi di politica linguistica e di educazione bilingue a cura di A. Carli, FrancoAngeli, Milano, 2004 (pp. 21–232).
- Dizionario Etimologico Storico Tabarchino. Volume I, a-cüzò, Le Mani, Recco, 2004 e Centro Internazionale sul Plurilinguismo, Udine, 2004
- Le eteroglossie interne. Aspetti e problemi (curato insieme a Vincenzo Orioles), Numero tematico di “Studi Italiani di Linguistica Teorica e Applicata”, n.s. 34, 2005
- Lingue d'Europa. La pluralità linguistica dei Paesi europei fra passato e presente, Baldini Castoldi Dalai Editore, Milano, 2006
- Liguria linguistica. Dialettologia, storia della lingua e letteratura nel Ponente. Saggi 1987-2005, Philobiblon, Ventimiglia, 2006
- Bollettino di studi sardi. Aspetti del bonifacino in diacronia. CUEC, 2008.
- Le minoranze linguistiche in Italia, Bologna, Il Mulino, 2008
- Linguistica di aree laterali ed estreme. Contatto, interferenza, colonie linguistiche e “isole” culturali nel Mediterraneo occidentale, Le Mani, Recco, e Centro Internazionale sul Plurilinguismo, Udine, 2008
- Circolazioni linguistiche e culturali nello spazio mediterraneo. Miscellanea di studi (curato insieme a Vincenzo Orioles), Le Mani, Recco, e Centro Internazionale sul Plurilinguismo, Udine, 2008
- La letteratura ligure in genovese e nei dialetti locali. Profilo storico e antologia, Le Mani, Recco, 2009
- La Sardegna che non parla sardo, CUEC, Cagliari, 2012
- Le parlate liguri della Provenza. Il dialetto figun tra storia e memoria, Philobiblon, Ventimiglia, 2014
- Parole e viaggio. Itinerari nel lessico italiano tra etimologia e storia, CUEC, Cagliari, 2015
- Piccolo dizionario etimologico ligure, Zona, Lavagna, 2015
- Il mondo grande. Rotte interlinguistiche e presenze comunitarie del genovese d'oltremare. Dal Mediterraneo al Mar Nero, dall'Atlantico al Pacifico, Edizioni dell'Orso, Alessandria, 2020
- Gian Giacomo Cavalli. Ra cittara zeneize. Poesie scelte. A cura di F.T., Edizioni dell'Orso, Alessandria, 2020